# Haroldiataenius hintoni
Haroldiataenius hintoni är en skalbaggsart som beskrevs av Saylor 1933. Haroldiataenius hintoni ingår i släktet Haroldiataenius och familjen Aphodiidae. Inga underarter finns listade i Catalogue of Life.